# Monumentul „Sfânta Treime” din Teremia Mare
Monumentul „Sfânta Treime” este un monument istoric situat în comuna Teremia Mare, județul Timiș.
Face parte din lista monumentelor istorice din județul Timiș, monument istoric cod LMI TM-III-m-A-06325.

## Istorie
Monumentul face parte din categoria de Coloane ale ciumei, monumente caracteristice stilului baroc din spațiul sud-german, ridicate în secolul al XVIII-lea în semn de mulțumire pentru eradicarea ultimelor epidemii de ciumă. Prototipul coloanelor ciumei din Imperiul Austriac este Coloana Ciumei din Viena, monumente cu însemnătate similară găsindu-se și în Timișoara: Coloana Ciumei din Timișoara și Statuia „Sf. Maria” și „Sf. Ioan Nepomuk” din Timișoara.
Statuia de la Teremia Mare amintește de încetarea epidemiei de ciumă care devastase întreg Banatul, între 1731 și 1738, fiind amplasat în parcul central din fața bisericii catolice. Monumentul a fost ridicat în anul 1809, prezența sa în cadrul parcului din fața bisericii din Teremia Mare fiind vizibilă pe hărțile franciscane, hărți întocmite pentru zona Ungariei între anii 1819–1869, fiind renovat în 1903.

## Descriere
Monumentul a fost realizat din calcar cu granulație mare. Acesta are la bază două trepte de 25 de centimetri înălțime, deasupra cărora este poziționat soclul monumentului. În zona centrală a soclului se ridică o coloană obelisc, care are în partea superioară reprezentări figurative – „Dumnezeu Tatăl și Fiul peste care tronează Duhul Sfânt în formă de porumbel”. Construit după un plan dreptunghiular, pe un postament înconjurat de un pachet de trepte, este plasat obeliscul, de formă piramidală, al cărui capitel este decorat cu o ghirlandă bogată. La baza coloanei se află figura Fecioarei Maria, ornată cu globul pământesc⁠(d) și inscripția „Von der Gemeinde gegründet 1809. Aus Mildtätikeit der Eheleute Josef und Susanne Mohaupt renoviert 1903” (în română: „Ridicată de comunitate în 1809. Renovată în 1903 din generozitatea soților Josef și Susanne Mohaupt”).
Pe cele patru colțuri ale soclului au fost montate următoarele statui: 
- Sf. Donatus – (ocrotitor al recoltelor/viței de vie)
- Sf. Florian – (ocrotitor al pompierilor)
- Sf. Vendelin – (ocrotitor al crescătorilor de vite)
- Sf. Sebastian – (martir militar)[2]